# ساب ۲۱۰
ساب ۲۱۰ (به انگلیسی: Saab 210) یک هواگرد ساختِ کارخانهٔ گروه ساب در کشور سوئد است. این هواگرد برای نخستین بار در ۲۱ ژانویه ۱۹۵۲ میلادی مورد استفاده قرار گرفت.